# بخش آلاپوژا
بخش الاپوژا (به انگلیسی: Alappuzha district) یک سکونتگاه مسکونی در هند است که در کرالا واقع شده‌است.

## خصوصیات
بخش الاپوژا ۱٬۴۱۴ کیلومترمربع مساحت و ۲٬۱۲۱٬۹۴۳ نفر جمعیت دارد.

## نگارخانه

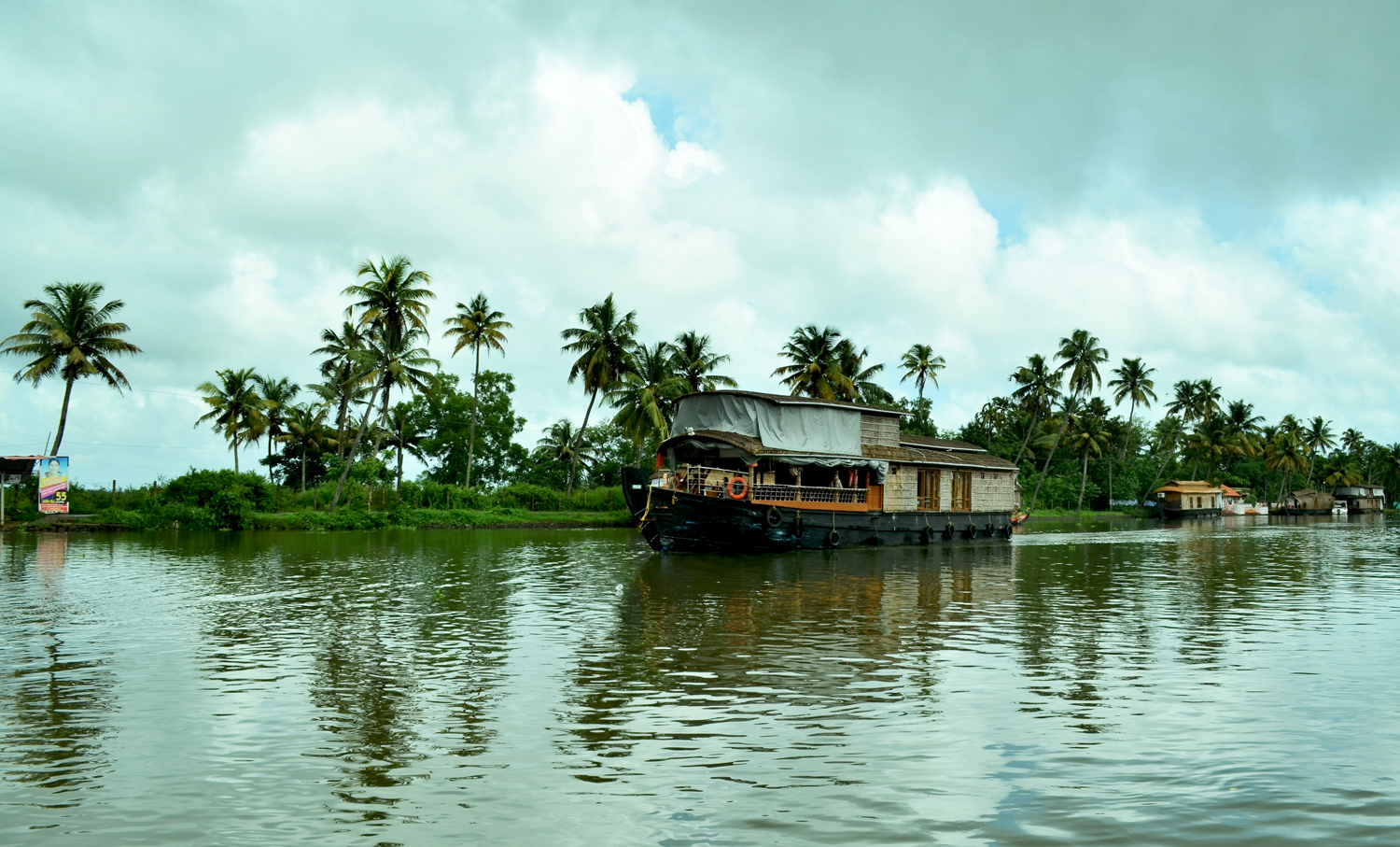
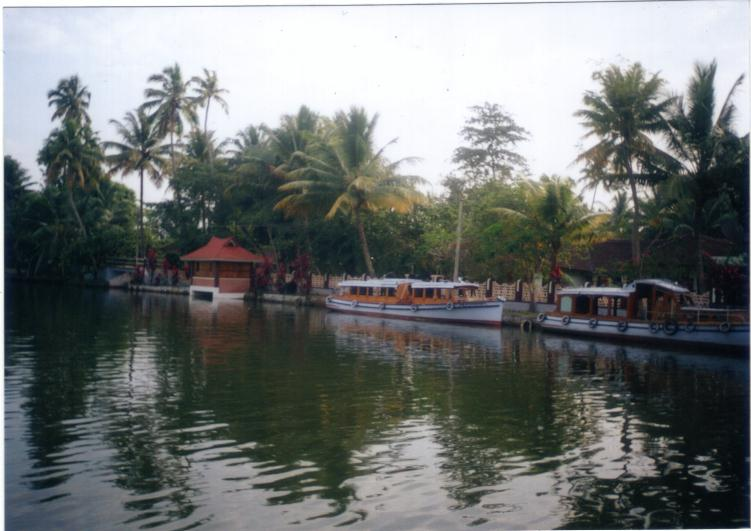
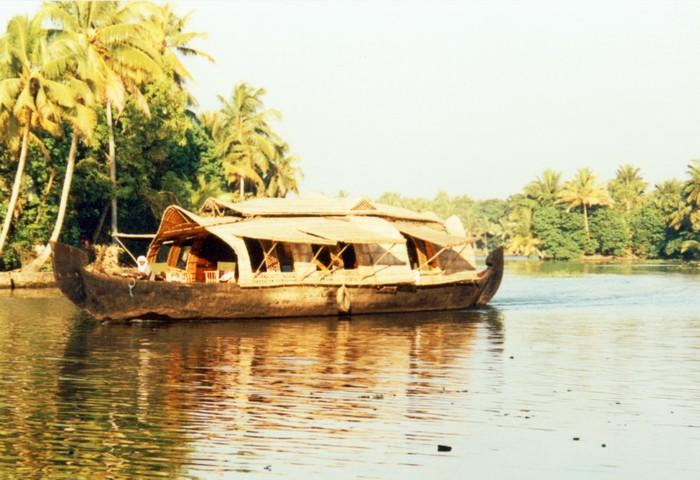
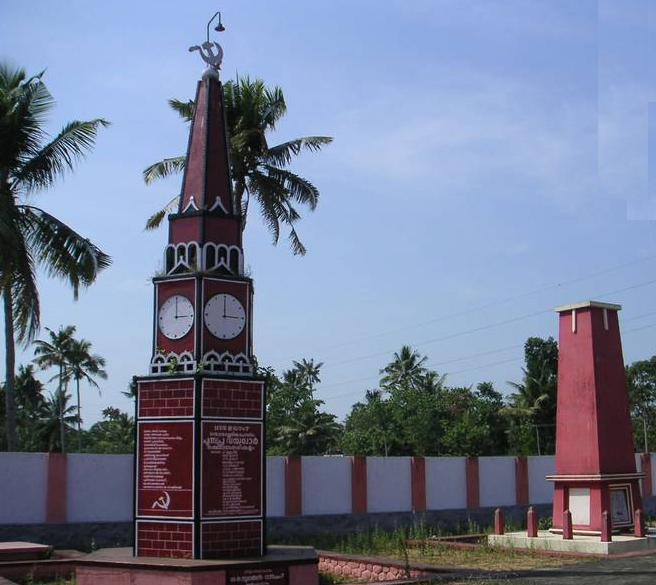
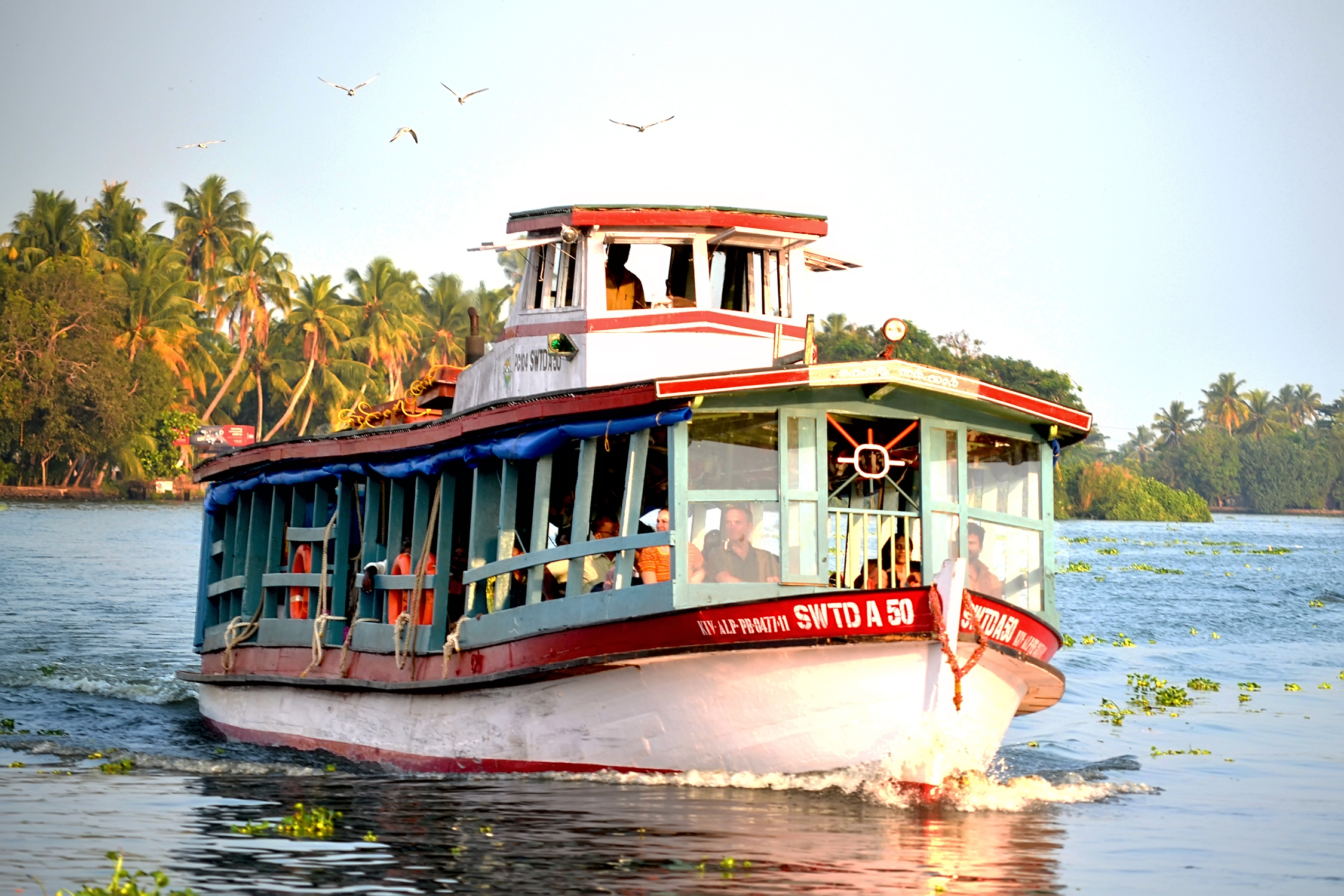
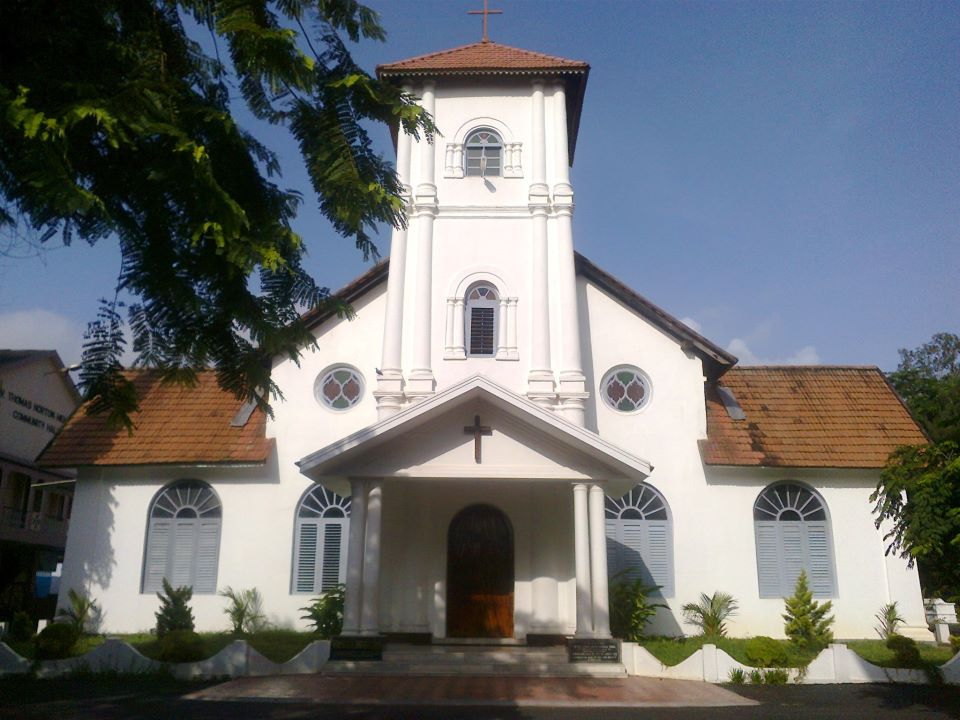